# Claude Ballot-Léna
Claude Roger Léon Ballot-Léna, född 7 mars 1936 i Paris, död 5 december 1999 i Garches var en fransk ingenjör och racerförare.
Ballot-Léna vann sju klassegrar i Le Mans 24-timmars under sin karriär, dock ingen totalseger.